# Теория фагоцителлы
Теория фагоцителлы — теория происхождения многоклеточных животных от гипотетического предка — фагоцителлы, предложенная Ильёй Ильичём Мечниковым в 1879—1886 годах.

## Суть теории

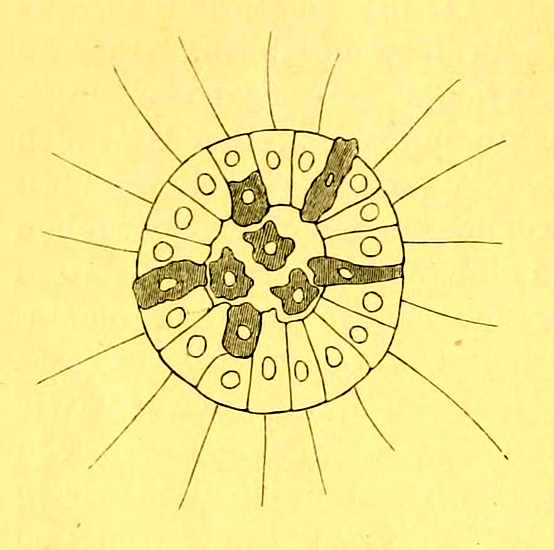
Формирование фагоцителлы. Светлые клетки образуют внешний слой, тёмные — внутренний

Изучая губок, Мечников обнаружил, что образование внутреннего слоя у них происходит путём иммиграции во внутреннюю полость. Такая личинка губок была названа паренхимулой, которую Мечников определил как живую модель гипотетического предка многоклеточных — фагоцителлы, или паренхимеллы. Фагоцителла — это двуслойный организм: она состоит из наружного и внутреннего слоёв клеток. Наружный слой (кинобласт) образован жгутиковыми клетками, выполняющими функцию движения, внутренний же слой (фагоцитобласт) состоит из трофических клеток, осуществляющих фагоцитоз. Данные слои, согласно теории, являются прообразами экто- и энтодермы.

## Дальнейшая судьба
В XX веке в советской науке данная теория получила широкое признание и активно развивалась. Её развивали многие советские зоологи, такие, как А. А. Захваткин и А. В. Иванов. Были найдены организмы, по строению напоминающие фагоцителлу (трихоплакс).